# Ruslan Michailowitsch Prowodnikow
Ruslan Michailowitsch Prowodnikow (russisch Руслан Михайлович Проводников, englische Transkription; Ruslan Mikhailovich Provodnikov; * 20. Januar 1984 in Berjosowo) ist ein russischer Profiboxer und ehemaliger Weltmeister der WBO im Halbweltergewicht.

## Amateurkarriere
Als Amateur gewann er 130 von 150 Kämpfen. Seine größten Erfolge waren der Gewinn der 5. Kadetten-Europameisterschaften 2000 in Athen, sowie der Gewinn des 6. Brandenburg Cups 2001 in Frankfurt (Oder). In den beiden Wettkämpfen gelangen ihm Siege gegen Nikolajs Grišuņins aus Lettland, Denis Litwinenko aus der Ukraine, die deutschen Vertreter Alexander Müller und Robby Siebert, sowie den indischen Olympiateilnehmer Diwakar Prasad.
Aufgrund starker Konkurrenz in seiner Heimat, blieben ihm weitere internationale Großauftritte verwehrt. So unterlag er bei nationalen Ausscheidungskämpfen unter anderem gegen Vizeweltmeister Eduard Absalimow und Olympiasieger Alexei Tischtschenko.

## Profikarriere
2006 wechselte er ins Profilager und gewann sein Debüt am 3. Dezember in Jekaterinburg einstimmig nach Punkten gegen Kirill Artemiew. Auch seine nächsten zwölf Kämpfe konnte er gewinnen, davon acht durch Knockout. Zu den besiegten Gegnern zählten auch die ungeschlagenen Brian Gordon (4-0) und Abdulasis Matasimow (7-0). Daraufhin boxte er am 28. November 2009 in Samara gegen Victor Hugo Castro um die Interkontinentale Meisterschaft der WBO im Halbweltergewicht, hatte den Argentinier bereits in der ersten Runde am Boden und gewann schließlich durch K. o. in der zweiten Runde.
Gleich in seinem nächsten Kampf am 12. Februar 2010 in Temecula, besiegte er den ehemaligen IBF-Weltmeister Javier Rogelio Jáuregui durch t.K.o. in der achten Runde. Im Mai desselben Jahres, gewann er zudem durch t.K.o. in der neunten Runde gegen Emanuel Augustus. Beim Kampf um die Nordamerikanische Meisterschaft der IBF am 7. Januar 2011 in Las Vegas, unterlag er jedoch gegen Mauricio Herrera nach Punkten. Im April 2011 gewann er vorzeitig gegen Iván Popoca (15-0).
Am 5. Dezember 2011 sicherte er sich den Asiatischen Meistertitel der WBC einstimmig nach Punkten gegen Ex-WBO-Weltmeister DeMarcus Corley. Nach zwei weiteren Siegen gegen David Torres (21-2) und José Reynoso (16-3), qualifizierte er sich für einen Weltmeisterschaftskampf im Weltergewicht gegen WBO-Titelträger Timothy Bradley. Prowodnikow konnte seinen Gegner mehrfach mit schweren Wirkungstreffern eindecken und hatte Bradley in den Runden 1 und 12 auch am Boden, verlor jedoch nach den vollen zwölf Runden umstritten nach Punkten.
Am 19. Oktober 2013 besiegte er im Halbweltergewicht Mike Alvarado (34-1) in Denver durch Aufgabe nach der zehnten Runde und wurde somit neuer Weltmeister der WBO. Im Juni 2014 unterlag er jedoch knapp nach Punkten gegen Chris Algieri (19-0), obwohl er diesen zweimal am Boden hatte. Im November besiegte er noch José Castillo (66-12) vorzeitig.
Im April 2015 musste er eine Punktniederlage gegen Lucas Matthysse (36-3) hinnehmen. Im November 2015 besiegte er den Mexikaner Jesus Rodríguez (14-0) vorzeitig in der vierten Runde. Im Juni 2016 erlitt er eine weitere Punktniederlage gegen John Molina (28-6).